# Ferdinand von Zeppelin
Ferdinand Adolf Heinrich August Graf von Zeppelin (također poznat i kao Ferdinand Graf von Zeppelin, Graf Zeppelin) (Konstanz,  8. srpnja 1838. - Berlin, 8. ožujka 1917.) bio je njemački general i kasnije proizvođač zrakoplova. Osnivač je tvrtke za izradu zračnih brodova Zeppelin.

## Privatni život
Ferdinand je bio potomak plemićke obitelji koja datira iz 1400. godine iz Mecklenburg-Zapadnog Pomorja. Zepelin, istoimeno rodno naselje obitelji (napisana na njemačkom jeziku s jednim "p") je mala zajednica izvan grada Bützow.
Ferdinand je bio sin administrativnog službenika i ministra Württemberga Friedricha Wilhelma Karla Jeronima Graf von Zeppelina (1807. – 1886.) i njegove supruge Amelie Francoise Pauline (rođene Macaire d'Hogguer) (1816. – 1852.). Djetinjstvo je proveo sa svojom sestrom i bratom u obiteljskom dvorcu Girsberg u blizini Konstanza, gdje je bio obrazovan od strane privatnih rezidentnih nastavnika i gdje je živio do svoje smrti. Oženio se u Berlinu 7. kolovoza 1869. za Isabella Freiin von Wolff iz kuće Alt-Schwanenburg (Livonia) s kojom je imao kćer Helene (Hella) von Zeppelin (1879. – 1967.)
Ferdinandov nećak barun Max von Gemmingen, koji je volontirao na početku Prvog svjetskog rata, nakon što je prošlost vojnu obvezu postaje časnik za osoblje na vojnom cepelinu LZ 12 Sachsen.

## Vojna karijera
U 1853. grof Zeppelin napustio je tehnološko veleučilište u Stuttgartu a 1855. postao je kadet u vojnoj školi u Ludwigsburgu nakon čega karijeru nastavlja kao vojni časnik u vojsci Württemberga.
Do 1858. Zeppelin je bio poručnik u vojsci Württemberga. Te godine odlazi na studij znanosti, inženjeringa i kemije u Tübingen. Studij mu 1859. godine prekida pruska mobilizacija za Austrijsko-sardinijski rat kada je bio pozvan u pruski inženjerijski zbor u Ulmu.
U 1863. Zeppelin sudjeluje kao promatrač za trupe unionističke Vojske Potomac u Američkom građanskom ratu protiv Konfederacije, a kasnije je sudjelovao u ruskoj ekspediciji zajedno s indijancima na izvor rijeke Mississippi kada je i imao svoj prvi uspon s (privezanim) balonom Johna Steinera .
U 1865. Zeppelin je imenovan pobočnikom kralja Württemberga i kao glavni časnik stožera sudjelovao je u Austro-pruskom ratu 1866. godine. Bio je odlikovan Viteškim križem (Ritterkreuz) reda za istaknutu službu Württemberga. U Francusko-pruskom ratu 1870. – 1871. njegovo izviđanje iza neprijateljskih linija proslavilo ga je među Nijemcima.
Od 1882. do 1885. Zeppelin je bio zapovjednik 19. lake konjice (Uhlans) u Ulmu a na kraju tog razdoblja bio je izaslanik Württemberga u Berlinu.
U 1890. njegova je uloga kao zapovjednika bila kritizirana što je dovelo do pada kraljevske milosti te se iako s titulom generalpukovnika, morao povući iz vojske Württemberga.

## Zračni brodovi
Ferdinand von Zeppelin služio je kao dobrovoljac u vojsci Unije za vrijeme Američkog građanskog rata. Tijekom "Kampanje poluotok" posjetio je balonski kamp američkog zrakoplovca i izumitelja Professora T. S. C. Lowea. Lowe je znatiželjnog von Zeppelina poslao u drugi kamp u kojem je njemački zrakoplovac John Steiner mogao biti od veće pomoći. Zeppelin je svoj prvi uspon u balonu napravio u Saint Paulu, Minnesota. Kasnije je izjavio kako je to bio poticaj njegovim kasnijim eksperimentima u aeronautici. U 1869. von Zeppelin se vraća u Ameriku kako bi od iskusnijeg profesora Lowea stekao što veće znanje o balonima.
Nakon povrataka u Njemačku, von Zeppelin je aktivno služio u Austrijsko-pruskom ratu 1866. i u francusko-pruskom ratu 1870. Od 1880. godine nadalje, Zeppelin je bio zaokupljen idejom upravljivih balona. Već 1874. imao je izrađen cjelokupni sustav gradnje te je kralju Württemberga napisao pismo u kojem se navodi kako Njemačka zaostaje za Francuskom i kako su samo veliki zračni brodovi praktični za vojnu uporabu.
Nakon izlaska iz vojske 1891. godine s 52 godine, Zeppelin se u potpunosti posvetio zračnim brodovima. Unajmio je inženjera Theodora Grossa da napravi testove mogućih materijala kao i odabir motora koji bi bili učinkoviti i imali dobar odnos snage i težine. Također je testirao propelere te je nastojao od dobavljača nabaviti što više vodika velike čistoće. Zeppelin je bio toliko uvjeren u svoje ideje da je u lipnju 1891. tajniku kralja Württemberga pismeno najavio početak izgradnje zračnog broda. Ubrzo nakon toga zatražio je i pregled od načelnika Glavnog stožera pruske vojske. Sutradan je Zeppelin ipak odustao, nakon što je uočio kako je otpor zraka podcijenjen i kako najbolji motori tog vremena ne bi postigli dovoljnu brzinu.
Kad je čuo kako je Hans Rudolf Bartsch von Sigsfeld izradio lakše i snažnije motore Zeppelin ponovo nastavlja s radom, no ti su se podatci ubrzo pokazali previše optimistični. Nakon toga Zeppelin je pozvao svog pobornika Maxa von Duttenhofera da pritisne proizvođača motora, tvrtku Daimler-Motoren-Gesellschaft za izradu učinkovitijeg motora kako bi napokon prestali zaostajati za Francuzima. Nakon duttenhoferovog prijetećeg pisma Grossu o povlačenju potpore, Zeppelin smjenjuje Grossa, navodeći ga kao prepreku na njegovom daljnjem putu.
Unatoč spomenutim teškoćama zeppelinova tvrtka je preradila njegovu ideju: kruta aluminijska oplata prekrivena s tkaninom, više odvojenih unutarnjih spremnika za plin svaki s dovoljno prostora za širenje, modularni okviri koji omogućuju dodavanje sekcija i plinskih stanica, kontrole upravljanja, motore u gondolama čvrsto priključenim za konstrukciju. Nakon objavljivanja ideje u 1892. godini Zeppelin je angažirao inženjera Theodora Kobera koji je započeo testiranja i daljnja poboljšanja dizajna. Godine 1893. Zeppelin šalje koberove detaljne nacrte Pruskom cepelin servisu. Odbor servisa pregledao je nacrte u 1894. godini a u lipnju 1895. preporučuje odobravanje minimalnih sredstva. U srpnju je dizajn ipak odbačen. Ipak, mjesec dana kasnije, u kolovozu 1895. Zeppelin dobiva patent za Koberov dizajn, opisao kao "zračni brod-vlak" (njem.: Lenkbarer Luftfahrzug mit mehreren hintereinanderen angeordneten Tragkörpern.)
U ranim 1896-im u Udruzi njemačkih inženjera Zeppelin drži predavanje o dizajnu upravljivog cepelina. Oduševljeni predavanjem udruga inicira javni poziv za financijsku potporu što je Zeppelina dovelo do prvog kontakta s njemačkim poduzetnikom Carlom Bergom, proizvođačem legura aluminija koje je Zeppelin testirao. U svibnju 1898., zajedno s Philippom Holzmannom, Daimlerom, Max von Eythom, Carl von Lindeom i Friedrich Voithom Zeppelin formira dioničko društvo Gesellschaft zur Förderung der Luftschiffart. Zeppelin je uložio 441 000 maraka, više od polovice ukupnog kapitala. Tada započinje i stvarna konstrukcija iz koje je nastao prvi uspješan kruti cepelin Zeppelin LZ1.
Teoriju kako je cepelin nastao na patentu i dizajnu zračnog broda Davida Schwarza iz 1897. godine, odbacio je Eckener 1938. navodeći kako je Zeppelinov dizajn "radikalno drugačiji" i u veličini i konstrukciji od Schwarzovog.
2. srpnja 1900. Zeppelin je iznad Bodenskog jezera u blizini Friedrichshafena napravio prvi let s LZ-1. Cepelin se uzdigao sa zemlje i ostao u zraku 20 minuta ali je pri slijetanju uništen. Tijekom 1906. izvršena su dva uspješna leta pri brzini od 48 km/h, a 1907. postignuta je brzina od 58 km/h. Kako su letovi postali sve više i više uspješni, raslo je javno oduševljenje što je omogućilo nastavak razvoja letjelice. Druga je inačica njegovog cepelina u cijelosti financirana od donacija i lutrije. Konačni financijski proboj desio se jedino nakon pada Zeppelina LZ4 1908. u Echterdingenu. Udes je potaknuo javni interes u razvoj zračnih brodova. Nakon kampanje prikupljanja sredstava fond se podigao na 6,5 milijuna njemačkih maraka a novac se iskoristio za stvaranje tvrtke Luftschiffbau-Zeppelin GmbH.
Iste godine vojna uprava kupila je LZ-3 te ga koristila preimenovanog u Z1. Počevši u 1909., cepelini su također korišteni u civilnom zrakoplovstvu. Do 1914. Njemačka zrakoplovna udruga (Deutsche Luftschiffahrtsgesellschaft ili DELAG) prevezla je 37.250 osoba na više od 1.600 letova bez incidenta. Tako je u roku od nekoliko kratkih godina cepelin revolucija počela stvarati doba zračnog prijevoza.

## Nasljedstvo
Grof Zeppelin umro je 1917. godine prije kraja Prvog svjetskog rata i nije svjedočio privremenom odustajanju od projekta zbog Versajskog mirovnog ugovora ili ponovnog oživljavanja cepelina pod vodstvom njegovog nasljednika Huga Eckenera. Njegovo ime nosili su nosač zrakoplova iz Drugog svjetskog rata Graf Zeppelin, dva kruta cepelina, blizanci Hindenburga LZ 127 Graf Zeppelin i LZ 130 Graf Zeppelin II.
Ime britanske rock skupine Led Zeppelin također je izvedeno iz imena zračnog broda a Zeppelinova unuka, grofica Eva von Zeppelin zaprijetila je kako će tužiti Led Zeppelin za ilegalno korištenje njihovog prezimena.